# Red Bull Racing RB16
Der Red Bull Racing RB16 ist der Formel-1-Rennwagen von Aston Martin Red Bull Racing für die Formel-1-Weltmeisterschaft 2020. Er ist der 16. Formel-1-Wagen des Teams und wurde am 12. Februar 2020 in Silverstone präsentiert.

## Technik und Entwicklung
Wie alle Formel-1-Fahrzeuge des Jahres 2020 ist der RB16 ein hinterradangetriebener Monoposto mit einem Monocoque aus kohlenstofffaserverstärktem Kunststoff (CFK). Außer dem Monocoque bestehen auch viele weitere Teile des Fahrzeugs, darunter die Karosserieteile und das Lenkrad aus CFK. Auch die Bremsscheiben sind aus einem mit Kohlenstofffasern verstärkten Verbundwerkstoff.
Der RB16 ist das Nachfolgemodell des Red Bull Racing RB15. Da das technische Reglement zur Saison 2020 weitgehend stabil blieb, ist das Fahrzeug größtenteils eine Weiterentwicklung.
Angetrieben wird der RB16 von einem 1,6-Liter-V6-Motor von Honda in der Fahrzeugmitte mit Turbolader sowie einem 120 kW starken Elektromotor, es ist also ein Hybridelektrokraftfahrzeug. Die Kraft überträgt ein sequentielles, mit Schaltwippen betätigtes Achtganggetriebe von Red Bull Racing. Das Fahrzeug hat nur zwei Pedale, ein Gaspedal (rechts) und ein Bremspedal (links). Genau wie viele andere Funktionen wird die Kupplung, die nur beim Anfahren aus dem Stand verwendet wird, über einen Hebel am Lenkrad bedient.
Die Gesamtbreite des Fahrzeugs beträgt 2000 mm, die Breite zwischen Vorder- und Hinterachse 1600 mm, die Höhe 950 mm. Der Frontflügel hat eine Breite von 2000 mm, der Heckflügel von 1050 mm sowie eine Höhe von 820 mm. Der Diffusor ist 175 mm hoch sowie 1050 mm breit. Der Wagen ist mit 305 mm breiten Vorderreifen und mit 405 mm breiten Hinterreifen des Einheitslieferanten Pirelli ausgestattet, die auf 13-Zoll-Rädern montiert sind.
Der RB16 hat, wie alle Formel-1-Fahrzeuge seit 2011, ein Drag Reduction System (DRS), das durch Flachstellen eines Teils des Heckflügels den Luftwiderstand des Fahrzeugs auf den Geraden verringert. Auch das DRS wird mit einem Schalter am Lenkrad des Wagens aktiviert.
Der RB16 ist mit dem Halo-System ausgestattet, das einen zusätzlichen Schutz für den Kopf des Fahrers bietet.

## Lackierung und Sponsoring
Der RB16 ist überwiegend in Dunkelblau und Gelb, jeweils in matten Farbtönen, lackiert.
Es werben Aston Martin, AT&T, Citrix, ExxonMobil (mit den Marken Esso und Mobil 1), Motorenlieferant Honda, PayVoo, Pirelli, Puma, Rauch, Red Bull und TAG Heuer auf dem Fahrzeug.

## Fahrer
Red Bull Racing trat in der Saison 2020 erneut mit der Fahrerpaarung Alexander Albon und Max Verstappen an, welche die Vorsaison im Team beendete.

## Ergebnisse
| Fahrer                          | Nr.                             | 1   | 2 | 3 | 4 | 5 | 6 | 7 | 8   | 9   | 10 | 11  | 12 | 13  | 14 | 15 | 16  | 17 | Punkte | Rang |
| ------------------------------- | ------------------------------- | --- | - | - | - | - | - | - | --- | --- | -- | --- | -- | --- | -- | -- | --- | -- | ------ | ---- |
| Formel-1-Weltmeisterschaft 2020 | Formel-1-Weltmeisterschaft 2020 |     |   |   |   |   |   |   |     |     |    |     |    |     |    |    |     |    | 319    | 2.   |
| M. Verstappen                   | 33                              | DNF | 3 | 2 | 2 | 1 | 2 | 3 | DNF | DNF | 2  | 2   | 3  | DNF | 6  | 2  | DNF | 1  | 319    | 2.   |
| A. Albon                        | 23                              | 13* | 4 | 5 | 8 | 5 | 8 | 6 | 15  | 3   | 10 | DNF | 12 | 15  | 7  | 3  | 6   | 4  | 319    | 2.   |

| Legende  | Legende            | Legende                                                          |
| Farbe    | Abkürzung          | Bedeutung                                                        |
| -------- | ------------------ | ---------------------------------------------------------------- |
| Gold     | –                  | Sieg                                                             |
| Silber   | –                  | 2. Platz                                                         |
| Bronze   | –                  | 3. Platz                                                         |
| Grün     | –                  | Platzierung in den Punkten                                       |
| Blau     | –                  | Klassifiziert außerhalb der Punkteränge                          |
| Violett  | DNF                | Rennen nicht beendet (did not finish)                            |
| Violett  | NC                 | nicht klassifiziert (not classified)                             |
| Rot      | DNQ                | nicht qualifiziert (did not qualify)                             |
| Rot      | DNPQ               | in Vorqualifikation gescheitert (did not pre-qualify)            |
| Schwarz  | DSQ                | disqualifiziert (disqualified)                                   |
| Weiß     | DNS                | nicht am Start (did not start)                                   |
| Weiß     | WD                 | zurückgezogen (withdrawn)                                        |
| Hellblau | PO                 | nur am Training teilgenommen (practiced only)                    |
| Hellblau | TD                 | Freitags-Testfahrer (test driver)                                |
| ohne     | DNP                | nicht am Training teilgenommen (did not practice)                |
| ohne     | INJ                | verletzt oder krank (injured)                                    |
| ohne     | EX                 | ausgeschlossen (excluded)                                        |
| ohne     | DNA                | nicht erschienen (did not arrive)                                |
| ohne     | C                  | Rennen abgesagt (cancelled)                                      |
| ohne     | keine WM-Teilnahme |                                                                  |
| sonstige | P/fett             | Pole-Position                                                    |
| sonstige | 1/2/3/4/5/6/7/8    | Punktplatzierung im Sprint-/Qualifikationsrennen                 |
| sonstige | SR/kursiv          | Schnellste Rennrunde                                             |
| sonstige | *                  | nicht im Ziel, aufgrund der zurückgelegten Distanz aber gewertet |
| sonstige | ()                 | Streichresultate                                                 |
| sonstige | unterstrichen      | Führender in der Gesamtwertung                                   |